# Erich Heckel
Erich Heckel (født 31. juli 1883 i Döbeln (Sachsen), død 27. januar 1970 i Radolfzell am Bodensee) var en tysk ekspressionistisk maler og grafiker.

## Liv og virke

### Opvækst og baggrund
Erich Heckel var søn af en jernbaneingeniør. Han påbegyndte sine studier af arkitektur i Dresden, men var ligeledes meget interesseret i litteratur. Han opgav uddannelsen og begyndte som autodidakt kunstner med selvstudier i maleri og grafiske teknikker.

### Kunstnerisk karriere
Han mødte Ernst Ludwig Kirchner, Karl Schmidt-Rottluff og Fritz Bleyl (som dog trak sig meget hurtigt) i løbet af studieårene og etablerede med disse kunstnersammenslutningen Die Brücke (broen) i 1905. Senere kom Max Pechstein, Emil Nolde og Otto Mueller til. Die Brücke havde sin egen passive støttemedlemsforening, der dels støttede med køb, men også med medlemskontingent. Støttemedlemmerne fik en årlig 'Brücke-mappe' med grafiske værker. Gruppen havde problemer med at formulere, hvad de havde til fælles, og gik i opløsning, da kunstnere til sidst gik deres egne veje.
I perioder var Heckel og Schmidt-Rottluff i Dangast ved Nordsøkysten, hvor de malede. Derudover havde Heckel et  atelierfællesskab med Kirchner, når det var nødvendigt. Parret drog også til Moritzburger Teichen i nærheden af Dresden, hvor de malede temaer med nøgenmodeller og fri natur.
Gruppens stil var tydelig. Gruppen var inspireret af bl.a. Edvard Munch, og Die Brüxke havde til formål at skabe en overgang mellem den tyske neo-romantik og moderne ekspressionisme. Mange af de malerier, der var malet med henblik på at kunne blive reproduceret, så folk kunne få råd til at købe god kunst.

### Entartet
Nazisterne erklærede i 1937 Heckels arbejder for "degenererede" ("entartet"), og han fik forbud mod at udstille. Af 797 værker i offentligt eje blev inddraget, og i 1944 blev alle trykplader destrueret. Hertil kommer, at både atelieet i Berlin og billedlageret blev ramt af de allieredes bomber under anden verdenskrig.
Efter krigen boede han i Hemmenhofen i nærheden af Bodensee og underviste på konservatoriet i Karlsruhe frem til 1955. Heckel modtog i 1967 den tyske orden Pour le Mérite für Wissenschaften und Künste. Han fortsatte med at male, indtil han døde i Radolfzell i 1970.
Det er udarbejdet et Catalogue raisonné af hans tryk. Det omfatter 465 træskærerarbejder, 375 raderinger og 499 litografier. Af disse stammer over 200 fra hans sidste syv leveår.
Fra oktober 2004 til februar 2005, blev der afholdt en stor retrospektivudstilling i Brücke Museum i Berlin.